# Armenia Aircompany
Aircompany Armenia — вірменська авіакомпанія, що виконує пасажирські перевезення в країни СНД та Європи. Авіакомпанія почала свою діяльність 21 квітня 2016 року, здійснюючи пасажирські рейси.

## Напрямки
Станом на липень 2019
| Країна   | Місто           | Аеропорт                   | Примітки | Посилання |
| -------- | --------------- | -------------------------- | -------- | --------- |
| Вірменія | Єреван          | Єреван (аеропорт)          | Хаб      |           |
| Франція  | Ліон            | Ліон (аеропорт)            |          | [ 2 ]     |
| Грузія   | Тбілісі         | Тбілісі (аеропорт)         |          |           |
| Ірак     | Багдад          | Багдад (аеропорт)          |          | [ 3 ]     |
| Ірак     | Ербіль          | Ербіль (аеропорт)          |          | [ 3 ]     |
| Ізраїль  | Тель-Авів       | Тель-Авів (аеропорт)       |          |           |
| Ліван    | Бейрут          | Бейрут (аеропорт)          |          |           |
| Росія    | Мінеральні Води | Мінеральні Води (аеропорт) |          |           |
| Росія    | Москва          | Москва-Внуково             |          |           |
| Росія    | Воронеж         | Воронеж (аеропорт)         |          |           |

### Код-шерингові угоди
- Georgian Airways

## Флот
| Тип            | В дії | Замовлено | Пасажирів | Пасажирів | Пасажирів | Примітки |
| Тип            | В дії | Замовлено | J         | Y         | Загалом   | Примітки |
| -------------- | ----- | --------- | --------- | --------- | --------- | -------- |
| Boeing 737-700 | 1     | —         | 12        | 120       | 132       |          |
| Boeing 737-500 | 1     | —         | 12        | 104       | 116       |          |